# 13411 OLRAP
13411 OLRAP (1999 UO7) là một tiểu hành tinh vành đai chính được phát hiện ngày 31 tháng 10 năm 1999 bởi P. Antonini ở Bedoin.